# تشارلز دورمان روبنسون
تشارلز دورمان روبنسون (بالإنجليزية: Charles Dorman Robinson)‏ هو رسام أمريكي، ولد في 17 يوليو 1847، في مونموث في الولايات المتحدة، وتوفي في 8 مايو 1933، في سان رافاييل في الولايات المتحدة.